# Рачинский, Владимир Вацлавович
Владимир Вацлавович Рачинский (28 августа 1920, Ломжа, Польша — 12 декабря 1999, Москва) — советский и российский физико-химик, доктор химических наук, профессор, создатель советской школы радиохроматографии, сочетающей в себе классические приёмы хроматографии с использованием изотопно-индикаторного метода. Заведующий радиоизотопной лабораторией и кафедрой прикладной атомной физики и радиохимии Московской сельскохозяйственной академии им. К.А. Тимирязева.
Занимался научными исследованиями причин Чернобыльской катастрофы. Несколько десятилетий посвятил разработке и применению атомных технологий в сельском хозяйстве. Заместитель председателя Научного Совета по хроматографии Академии наук СССР, председатель секции теории хроматографии.
Заслуженный деятель науки РСФСР (1980). Участник Великой Отечественной войны, блокадник. Всего в Тимирязевской сельскохозяйственной академии Рачинский проработал более 50 лет, в КПСС никогда не состоял. Происходя из семьи репрессированных поляков, всю жизнь хранил польский национальный патриотизм, ещё с советских времён был близок к диссидентским кругам.

## Биография
Владимир Рачинский родился в 1920 году в Польше в польской семье учителя математики и физики Вацлава Яковлевича Рачинского (1892—1937), впоследствии польского политкаторжанина, который в 1921 году эмигрировал из Польши в Советскую Россию. Мать — урождённая Мария Алексеевна Анцух, в замужестве Рачинская. Самого Владимира со старшим братом Евгением перевезли из Польши в Россию в 1925 году. К этому времени отец служил заведующим школами по Мурманской железной дороге — на станциях Кандалакша, Кемь, Масельская, Петрозаводск, Лодейное Поле. Восстановить контакты со своими родственниками в Варшаве Владимир Рачинский смог только в 1960 году.
Детство Рачинского прошло в Карелии и Ленинградской области. В  1937 году он окончил Лодейнопольскую среднюю школу и поступил в Ленинградский государственный университет на физический факультет. Осенью 1937 года по надуманным обвинениям была арестована вся семья Рачинских — отец, мать, 17-летний Владимир и его брат Евгений. В 1939 году Владимир был освобождён в связи с прекращением дела, после чего продолжил учёбу на физическом факультете ЛГУ. С началом Великой Отечественной войны в 1941-м году Владимир Рачинский ушёл добровольцем в ленинградское ополчение. Пережил ленинградскую блокаду, чудом выжил. В 1942 году был демобилизован из армии. После этого приехал в Архангельск, где жила его будущая жена, подруга по университету. Вместе с женой продолжили обучение на физико-математическом факультете Архангельского  педагогического института, который оба окончили а 1944 году и получили распределение в этом же институте на кафедре физики в должности ассистентов.
B сентябре 1945 года Рачинский для ведения научной деятельности направился в Москву, где по совету своего учителя, видного советского физика Дмитрия Иваненко, поступил в аспирантуру кафедры физики Московской сельскохозяйственной академии им. К. А. Тимирязева. В этом учебном заведении непрерывно работал всю оставшуюся жизнь, более 50 лет.
Занимал последовательно должности ассистента кафедры физики, старшего научного сотрудника лаборатории искусственного климата, доцента кафедры физики, профессора и заведующего радиоизотопной лабораторией. С 1960 года до выхода на пенсию — заведующий кафедрой прикладной атомной физики и радиохимии, которая в 1988 году была переименована в кафедру применения изотопов и радиации в сельском хозяйстве.
Вся научно-педагогическая деятельность Рачинского находилась на стыке фундаментальных наук — математики, физики, химии и биологии. Прикладной областью научных исследований Рачинского было сельское хозяйство.
В  1980 году Рачинскому присвоено почётное звание заслуженного деятеля науки РСФСР.
В 1960 году Рачинский с разрешения советских властей после долгого перерыва посетил свою родину — Польшу, а затем стал бывать там по приглашению польских вузов регулярно. Профессор систематически читал на польском языке курсы лекций по хроматографии и применению атомной техники в биологии и сельском хозяйстве в Варшавском университете, Варшавской сельскохозяйственной академии, Краковской медицинской академии, Люблинском университете им. Марии Кюри-Склодовской, Ольштынской агротехнической академии. В 1981 году Ольштынская агротехническая  академия за заслуги в развитии польской  науки присвоила Рачинскому звание почётного доктора наук.
В течение многих лет являлся членом центрального правления Общества советско-польской дружбы, председателем местного комитета этого общества в Тимирязевской сельскохозяйственной академии. Вёл воспитательную работу с польскими студентами академии ТСХА. Хотя Рачинскому был чужд национализм и он, несмотря на пережитые репрессии, осознавал себя вполне советским человеком, отказался от репатриации, у Владимира Вацлавовича, как он сам признавал, до конца жизни «сохранился польский национальный патриотизм». В КПСС никогда не состоял, с советских времён поддерживал неформальные контакты с правозащитниками и диссидентами. Настойчиво требовал от КГБ СССР сообщить ему место расстрела и захоронения репрессированного в 1937 году отца — Вацлава Рачинского.
Автор автобиографического очерка «Моя жизнь», опубликованного на сайте «Сахаровского центра».
Скончался в Москве 12 декабря 1999 года. Похоронен на Химкинском кладбище рядом с матерью.

## Научная деятельность
Кандидатскую диссертацию Рачинский защитил в марте 1950 года, в научной работе подводились итоги изучения динамического распределения меченых фосфат-ионов в колонках анионно-обменной окиси алюминия (с использованием фосфора-32). По результатам защиты получил учёную степень кандидата физико-математических наук. В ноябре 1958 года на учёном совете факультета агрохимии и почвоведения 38-летний Рачинский защитил диссертацию на соискание учёной степени доктора химических наук, став одним из самых молодых в СССР обладателем этой престижной степени. Тема диссертации — «Исследования в области методов радиоактивных индикаторов и хроматографии и их применение в агробиологии».
Радиоизотопная лаборатория, которую возглавлял Рачинский, занималась изучением поведения продуктов деления тяжёлых ядер в компонентах агроэкосистем. С начала 1950-х годов советское государство остро нуждалось в квалифицированных специалистах радиоэкологического профиля, как в оборонном, так и в мирном сегментах промышленности, в том числе и в аграрной отрасли. Большое внимание в учебном процессе и в научных исследованиях кафедры уделялось изучению закономерностей поведения радионуклидов техногенного происхождения, а также анализу содержания продуктов распада в почвах, растениях и иных объектах радиационного контроля. Актуальность этих проблем значительно возросла  после Чернобыльской катастрофы 1986 года, когда радиационная обстановка в ряде регионов СССР стала напряжённой. Радиоэкология была приоритетным направлением в работе кафедры профессора Рачинского, а проблемы и технологии ведения агропроизводства в обстоятельствах радионуклидного загрязнения земель образовали ядро курса сельскохозяйственной радиологии. Изучался также весь кластер научных проблем проживания на загрязнённых землях.
В мае 1986 года Рачинский во главе группы коллег и учеников производил в зоне «отчуждения» Чернобыльской атомной электростанции работы по экологическому мониторингу последствий катастрофы, проанализировал и подготовил практические рекомендации по очищению земель от радиоактивного загрязнения.
В течение трёх десятилетий на кафедре профессора Рачинского действовали углублённые 2-3-месячные курсы по подготовке специалистов по атомной технике в сельском хозяйстве. На этих курсах прошли переподготовку сотни молодых специалистов из разных регионов СССР, а также из Румынии, Венгрии, Монголии, Китая, Индии и других стран. Профессор Рачинский читал разработанный им оригинальный курс лекций по основам радиологии, под его началом слушатели изучали методики и области применения метода меченых атомов.
С 1946 года Рачинский работал над развитием теории динамики сорбции и хроматографии. В  1974 году издал учебник для вузов «Курс основ атомной техники в сельском хозяйстве». Учебник стал основным фундаментальным учебным пособием, на базе которого возникло  новое научно-техническое  направление — «атомная техника в агропромышленном комплексе». В 1978 году вышло в свет второе, дополненное издание учебника.
Рачинский занимался разработкой вопросов теории в химии изотопов. Совместно с исследователем трития Леонидом Ленским разработал общую теорию явления изотопного разбавления и общую теорию метода изотопных индикаторов. Значительная часть научной деятельности Рачинского посвящена разработке теории методов хроматографии и изотопных индикаторов, практическому применению этих методов в химии, биологии, сельском хозяйстве, биотехнологиях и экологии.
Автор сотен научных публикаций, научных докладов на конференциях и симпозиумах по проблемам радиологии, хроматографии, ионообменной сорбции. Под научным руководством и при консультациях Рачинского защищены десятки кандидатских и докторских диссертаций, в том числе профессор имел учеников и на своей родине в Польше.

## Семья
Жена с 1943 года — Вера Владимировна Рачинская (Лидина). Дочь Елена, двое внуков.